# The Source
The Source (с англ. — «Источник») — американский журнал, посвящённый хип-хоп-музыке и субкультуре. Основанный в 1988 году в виде газеты, он считается старейшим выпускаемым журналом, посвящённым рэпу. Называемый многими «Библией хип-хопа», The Source оказал большое влияние на жанр в 90-х годах. Многие хип-хоп-музыканты, позже ставшие известными, были представлены на страницах журнала, а фраза «5 микрофонов», обозначающая наивысшую оценку, присуждаемую журналом альбомам, вошла в лексикон музыкантов данного жанра. Однако в результате ряда скандалов к середине 2000-х журнал потерял большую часть былого влияния и популярности.

## История

### 1988—1990: Начало работы
История The Source началась в 1988 году, когда хип-хоп обретал популярность. Журнал был создан двумя студентами Гарвардского университета — Дэвидом Мэйсом (англ. David Mays) и Джонатаном Шектером (англ. Jonathan Shecter). Вместе они вели программу Street Beat на гарвардском радио WHRB. The Source изначально был газетой-рекламой данного радиошоу. Для работы над журналом они позвали своих университетских друзей — Эдварда Янга (англ. Edward Young), который помогал Мэйсу с изданием журнала, и Джеймса Бернарда (англ. James Bernard), который стал старшим редактором, в то время как сам Шектер стал главным редактором. После выпуска первых номеров Янг отправился по стране, уговаривая оптовых поставщиков купить партию журналов. Однако многие отказывались, поскольку не верили, что «журнал с лицами злых чёрных людей на обложке будет интересен белым подросткам».
В 1990 году команда, работавшая над журналом, переехала в Нью-Йорк, где они наняли ещё несколько колумнистов. На тот момент у журнала уже было 15 000 читателей, 2000 из которых были люди, работавшие в хип-хоп-индустрии. Как пишет Джефф Чан, автор книги Can’t Stop Won’t Stop: A History of the Hip-Hop Generation:

В The Village Voice критика была конструктивнее, в Billboard лучше освещали индустрию, в Spin репортажи были лучше и они занимались вычиткой, но у The Source была поддержка молодёжи с улиц.
Оригинальный текст (англ.)There was better criticism to be had in The Village Voice, better industry coverage in Billboard, better reporting and actual copy-editing in Spin, but The Source had the authority of young heads on a mission

По словам Реджинальда Денниса (англ. Reginald Dennis), начинавшего стажёром и позже ставшего редактором журнала, The Source отличался от других изданий тем, что его авторы знали хип-хоп изнутри, в то время как авторы других изданий смотрели на него со стороны и их жизнь не зависела от написания статей о нём.

### 1991—2000: Пик популярности
К 1991 году тираж журнала превышал 40 000, а доход — миллион долларов. В то же время обстановка в журнале начала накаляться: редакторы получали выговоры за негативные рецензии, рекламодатели грозились убрать из журнала свою рекламу. Недовольны были и сами музыканты. По словам Бернарда, его главной проблемой было то, что «в [редакции] The Source находилось слишком много вооружённых людей» и «в любой момент всё могло выйти из под контроля». Многие рэперы также хотели попасть на обложку журнала. Среди музыкантов, требовавших место на обложке, называются P. Diddy и Jay-Z. Однако отдельное место в истории журнала занимает начинающий на тот момент рэпер Рэймонд Скотт, позже ставший известным под псевдонимом Benzino. Мэйс познакомился с ним ещё в университете. Скотт был участником группы The Almighty RSO, менеджером которой стал Мэйс, уже работая над журналом. Скотт приходил в редакцию журнала и, угрожая редакторам, требовал, чтобы они писали о его музыке. По словам Бернарда, в июле 1994 года, в преддверии выхода альбома его группы, Скотт объявил редакции журнала: «если я не получу хотя бы 4 из 5, то вас отсюда увезут в мешках для трупов». Однако вскоре угрозы прекратились. В конце сентября редакция подготовила ноябрьский выпуск и отправила его в печать. В тот момент Бернард узнал, что Мэйс добавил в него без их ведома трёхстраничную статью о группе The Almighty RSO. Узнав об этом, Бернард решил уйти из журнала. За ним последовала и вся остальная редакция.
К 1993 году тираж достиг 90 000 экземпляров, средний возраст читателя составлял 21 год. В журнале появились рекламные блоки не только звукозаписывающих лейблов, но и крупных компаний, среди которых Nike, Reebok и Sega. Однако в то же время у журнала появились конкуренты: журнал Vibe и журнал XXL, в который после ухода из The Source перешли Бернард и Деннис. The Source также получил отрицательную репутацию в индустрии. Журнал отказывался работать с журналистами, писавшими для других изданий. Несмотря на это, к концу 90-х The Source продолжал увеличивать своё влияние и тираж, дойдя к 2001 году до отметки в 360 000 экземпляров и 10 миллионов долларов годового дохода. Дела шли настолько хорошо, что The Source вышел на телевидение, открыл свой лейбл звукозаписи и вручал собственную премию The Source Awards. 10 редакторов журнала также получили от Мэйса инкрустированные бриллиантами медальоны с логотипом журнала.

### 2000—2006: Проблемы
Однако в начале 2000-х ситуация начала ухудшаться. Решив создать сайт журнала, Мэйс взял заём. Но данная идея оказалось неудачной. По словам Карлито Родригеса (англ. Carlito Rodriguez), занимавшего в то время пост главного редактора, идеи, которые были у редакции, опережали время. Чтобы покрыть убытки Мэйсу пришлось продать 18 % журнала частной инвестиционной компании Black Enterprise / Greenwich Street Fund. Также начались проблемы с Benzino, решившим начать вражду с Эминемом, который являлся на тот момент одним из самых популярных рэперов. Оба выпустили дисс-микстейпы, однако Benzino решил пойти дальше. Считая себя совладельцем The Source, он решил использовать журнал в качестве трибуны. Один из номеров журнала содержал на обложке изображение Benzino с отрубленной головой Эминема в руках. Для читателей, знавших предысторию, это стало последней каплей. За год продажи журнала снизились с 380 000 до 300 000, а потом и до 270 000. Interscope, лейбл Эминема, также решил убрать свою рекламу из журнала.
В последующие годы проблемы редакции продолжились. В 2005 году Мэйс и Benzino уволили главного редактора журнала, Кимберли Осорио (англ. Kimberly Osorio), как они позже сообщат за недостаточное качество работы. Осорио подала в суд, обвинив их в сексуальных домогательствах, гендерной дискриминации и клевете. Суд признал их виновными по нескольким эпизодам, отметив, что Осарио была уволена после того, как высказала своё недовольство действиями подсудимых, и постановил взыскать с них 15 миллионов долларов в её пользу. На место Осарио был взят новый редактор, Джошуа «Fahiym» Рэтклифф (англ. Joshua Ratcliffe). Однако через несколько месяцев он покинул журнал, после того, как Мэйс и Benzino потребовали, чтобы он снизил оценку альбома The Minstrel Show группы Little Brother с 4,5 микрофонов до 4. В конечном итоге совет директоров компании The Source Entertainment Inc, в который входили руководители компании Black Enterprise / Greenwich Street Fund, решил отстранить Мэйса и Benzino от работы в журнале. Мэйс и Benzino подали запретительный приказ, однако суд встал на сторону совета директоров и отстранил их. Уйдя из The Source, они открыли новый журнал, Hip Hop Weekly.

### 2007—настоящее время: Возрождение
После ухода Мэйса и Benzino новым владельцем журнала стал Лонделл Макмиллан (англ. L. Londell McMillan) — адвокат, работавший с такими музыкантами, как Принс, Майкл Джексон, Стиви Уандер, Usher и Канье Уэст. Макмиллан уже был знаком с журналом, поскольку являлся одним из его кредиторов. Джонатан Шектер, один из основателей The Source, поддерживает кандидатуру Макмиллана. «Я думаю, что Лонделл — хороший парень. Мне он очень нравится. <…> Я рад, что он [управляет журналом]», — сказал он.
В январе 2012 года Ким Осорио вернулась на пост главного редактора, однако через год, в апреле 2013 года, покинула его. Тем не менее, она продолжает сотрудничество с журналом, пишет для него статьи и даёт советы редакции. После её ухода с поста главного редактора данная должность в журнале была упразднена и теперь все решения принимаются комитетом редакторов.

## The Source Awards
В 1991 году The Source начал вручать ежегодную премию The Source Awards лучшим, по мнению журнала, музыкантам года. Изначально награждение проходило в рамках специального выпуска программы Yo! MTV Raps. Однако в 1994 году журнал начал проводить полноценные церемонии награждения. Церемонии награждения The Source Awards стали известны благодаря своим противоречивым моментам. В 1994 году Sticky Fingaz из группы Onyx, исполняя на церемонии композицию «Throw Ya Gunz» (с англ. — «Доставайте свои пушки»), достал пистолет и начал стрелять в потолок. В 1995 году, в разгар войны побережий, на The Source Awards собрались представители обоих побережий, которые освистывали выступления друг друга. Suge Knight, выступая со сцены, упрекнул Puff Daddy, не называя его по имени:

Любой музыкант, который хочет быть музыкантом и оставаться звездой, не задумываясь о продюсере, который пытается влезть во все его клипы, во все его записи, при этом танцуя… пусть приходит на Death Row!
Оригинальный текст (англ.)Any artist out there that want to be an artist and stay a star, and don’t have to worry about the executive producer trying to be all in the videos, all on the record, dancing… come to Death Row!

После данных слов представители Восточного побережья, находящиеся в зале, освистали его. Snoop Dogg, спросивший со сцены «Восточное побережье не любит Snoop Dogg’а и Dr. Dre?», был также освистан. Представители южного хип-хопа, группа Outkast, оказавшись между двумя противоборствующими сторонами, была освистана обеими. В 2000 году, в разгар церемонии награждения, в зале началась драка. В результате церемония была отменена, было вручено лишь 5 из 15 наград. Через 2 года, в 2002 году, The Source перестал вручать The Source Awards.

## Альбомы, получившие наивысший рейтинг
В журнале присутствует раздел Record Report, в котором публикуются рецензии на недавно выпущенные альбомы. Традиционно в нём используется шкала оценок, основанная на микрофонах, в которой максимальная оценка, 5 микрофонов, обозначает альбом, который редакция считает классикой жанра. Всего по состоянию на 2010 год чуть более 40 альбомов получили наивысшую оценку.
Альбомы, получившие оценку 5 микрофонов:
- People’s Instinctive Travels and the Paths of Rhythm — A Tribe Called Quest
- Let the Rhythm Hit ’Em — Eric B. & Rakim
- AmeriKKKa’s Most Wanted — Ice Cube
- One for All[англ.] — Brand Nubian[англ.]
- De La Soul Is Dead[англ.] — De La Soul
- The Low End Theory — A Tribe Called Quest
- Illmatic — Nas
- Life After Death — The Notorious B.I.G.
- Aquemini[англ.] — Outkast
- The Blueprint[англ.] — Jay-Z
- Stillmatic[англ.] — Nas
- The Fix[англ.] — Scarface
- The Naked Truth — Lil’ Kim
- Trill OG[англ.] — Bun B[англ.]
- My Beautiful Dark Twisted Fantasy — Канье Уэст[28][29]

Альбомы, которые не были оценены на момент выхода, но получившие оценку 5 микрофонов в 2002 году:
- Run-D.M.C. — Run-D.M.C.
- Radio — LL Cool J
- Licensed to Ill — Beastie Boys
- Raising Hell — Run-D.M.C.
- Criminal Minded — Boogie Down Productions
- Paid in Full — Eric B. & Rakim
- By All Means Necessary[англ.] — Boogie Down Productions
- It Takes a Nation of Millions to Hold Us Back — Public Enemy
- Long Live the Kane[англ.] — Big Daddy Kane
- Critical Beatdown[англ.] — Ultramagnetic MCs
- Straight Out the Jungle[англ.] — Jungle Brothers
- Strictly Business — EPMD
- The Great Adventures of Slick Rick[англ.] — Slick Rick
- Straight Outta Compton — N.W.A
- No One Can Do It Better — The D.O.C.
- All Eyez on Me — 2Pac

Альбомы, получившие оценку 4,5 микрофона, но повышенную в 2002 году до 5:
- Breaking Atoms[англ.] — Main Source[англ.]
- Death Certificate[англ.] — Ice Cube
- The Chronic — Dr. Dre
- Enter the Wu-Tang (36 Chambers) — Wu-Tang Clan
- Ready to Die — The Notorious B.I.G.
- The Infamous — Mobb Deep
- Only Built 4 Cuban Linx…[англ.] — Raekwon
- 2001 — Dr. Dre

Альбомы, получившие оценку 4 микрофона, но повышенную в 2002 году до 5:
- Grip It! On That Other Level[англ.] — Geto Boys[англ.]
- Doggystyle — Snoop Doggy Dogg
- The Diary[англ.] — Scarface
- Me Against the World — 2Pac
- The Score[англ.] — The Fugees
- Reasonable Doubt — Jay-Z

## Unsigned Hype
Начиная с 1990 года в каждом номере The Source публикуется раздел Unsigned Hype (дословно — «Неподписанная популярность»), в котором редакция журнала рассказывает о малоизвестных музыкантах, которые, на их взгляд, имеют шанс стать популярными. В разное время на страницах журнала были представлены The Notorious B.I.G., Eminem, DMX, Immortal Technique, Common, Mobb Deep, Джоэл Ортис, Proof и DJ Shadow. Среди более современных музыкантов, представленных в данной рубрике, Action Bronson, Macklemore и Райан Льюис, Flatbush Zombies, Trinidad James, Jon Connor и Bishop Nehru.

## Дискография
Начиная с 1997 года The Source выпускал ежегодную серию сборников лучших хип-хоп-композиций The Source Presents: Hip Hop Hits. Все альбомы данной серии попали в чарт Billboard 200. Выпуск серии был прекращён в 2005 году с релизом юбилейного The Source Presents: Hip Hop Hits, Vol. 10.
| Год  | Альбом                                     | Позиции в чартах | Позиции в чартах | Позиции в чартах |
| Год  | Альбом                                     | US               | US Hip-Hop       |                  |
| ---- | ------------------------------------------ | ---------------- | ---------------- | ---------------- |
| 1997 | The Source Presents: Hip Hop Hits          | 38               | 25               |                  |
| 1998 | The Source Presents: Hip Hop Hits, Vol. 2  | 46               | 29               |                  |
| 1999 | The Source Hip Hop Music Awards 1999       | 53               | 31               |                  |
| 1999 | The Source Presents: Hip Hop Hits, Vol. 3  | 45               | 29               |                  |
| 2000 | The Source Hip Hop Music Awards 2000       | 17               | 16               |                  |
| 2000 | The Source Presents: Hip Hop Hits, Vol. 4  | 43               | 35               |                  |
| 2001 | The Source Hip Hop Music Awards 2001       | 28               | 34               |                  |
| 2001 | The Source Presents: Hip Hop Hits, Vol. 5  | 47               | 38               |                  |
| 2002 | The Source Presents: Hip Hop Hits, Vol. 6  | 35               | 31               |                  |
| 2003 | The Source Presents: Hip Hop Hits, Vol. 7  | 89               | 46               |                  |
| 2004 | The Source Presents: Hip Hop Hits, Vol. 8  | 45               | 43               |                  |
| 2004 | The Source Presents: Hip Hop Hits, Vol. 9  | 75               | 36               |                  |
| 2005 | The Source Presents: Hip Hop Hits, Vol. 10 | 60               | 47               |                  |